# Tyson Beckford

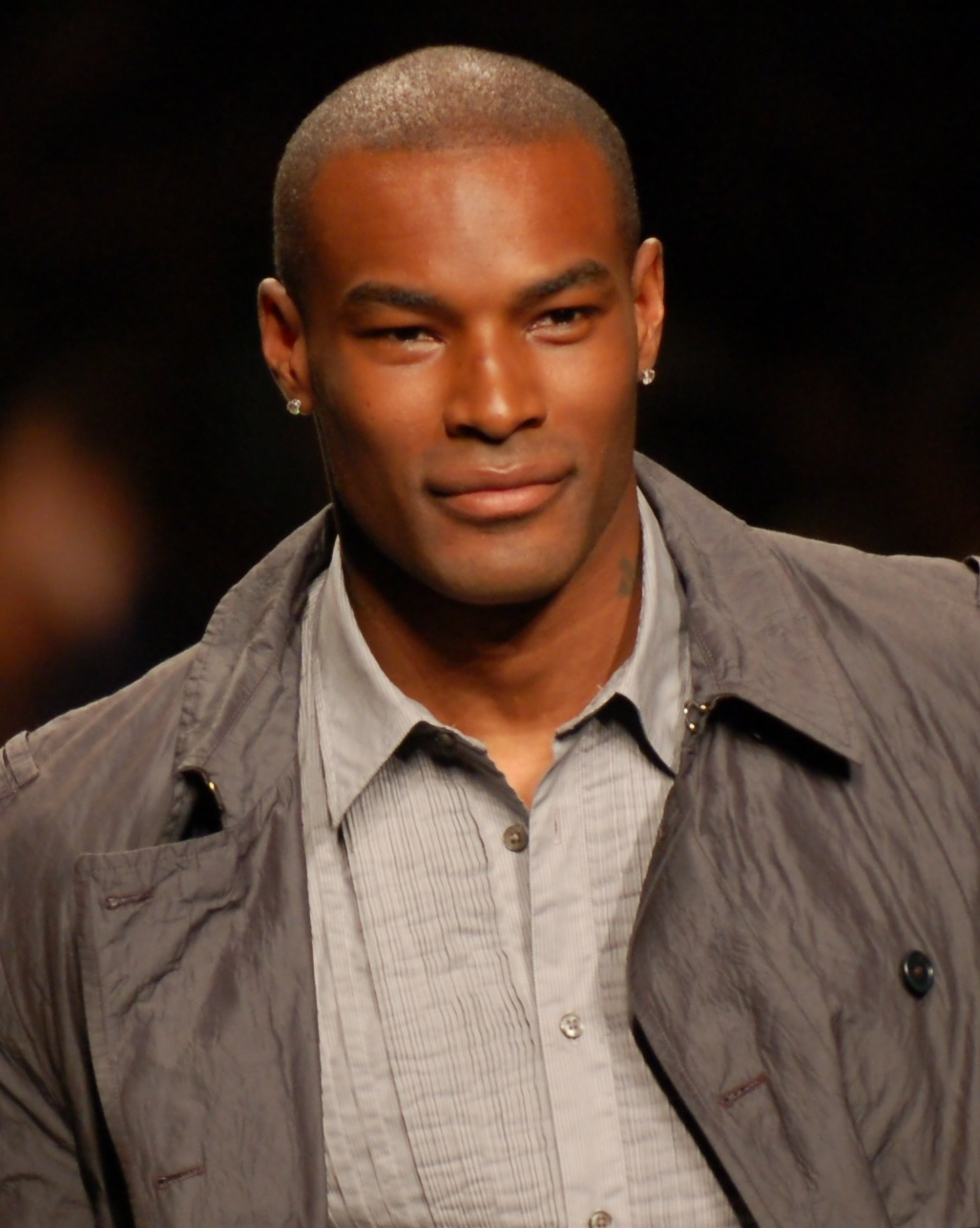
Beckford auf der FashionWeekLIVE in San Francisco (2007)

Tyson Craig Beckford (* 19. Dezember 1970 in der Bronx, New York City) ist ein US-amerikanischer Schauspieler und Model. Er gilt allgemein als das erste männliche Supermodel und zudem als eines der bestbezahlten Models weltweit. In der Modewelt ist er zumeist nur unter seinem Vornamen Tyson bekannt. Zudem ist Beckford einer von tausenden Produzenten des The 1 Second Films, einem langjährigen und von zahlreichen berühmten Personen unterstützen Filmprojekt.

## Leben und Karriere
Tyson Craig Beckford wurde im Winter 1970 in der Bronx, New York City im US-Bundesstaat New York als Sohn eines jamaikanisch-chinesischstämmigen Vaters (Lloyd Beckford) und einer chinesisch-panamaisch-ghanaischstämmigen Mutter (Hillary Dixon Hall) geboren. Nachdem er seine ersten Lebensjahre in New York verbracht hatte, zog die Familie nach Jamaika, wo sie bis Tyson Beckfords siebten bzw. achten Lebensjahr verweilte, ehe sie nach New York zurückkehrte. Dort wuchs er schließlich in Rochester auf, von wo aus er die Bay Trail Middle School im nahegelegenen Penfield besuchte und von dieser an die Pittsford Mendon High School in den wohlhabenden Vorort Pittsford kam. Dort gehörte er dem Urban-Suburban Program, einem Programm, das dazu dient, um der städtischen Jugend, die in den Vororten bzw. Schulbezirken rund um die Stadt lebt, eine Möglichkeit zu einer schulischen Ausbildung bietet. An der High School gehörte Beckford dem schuleigenen Football- sowie Leichtathletikteam an. Nachdem er bereits in dieser Zeit kurz vor einem Absturz in Gewalt, Verbrechen und Drogen stand, wurde er im Jahre 1991 bzw. 1992 vom Talentsucher Jeff Jones entdeckt, der ihn noch in diesem Jahr zum Hip-Hop-Magazin The Source brachte.

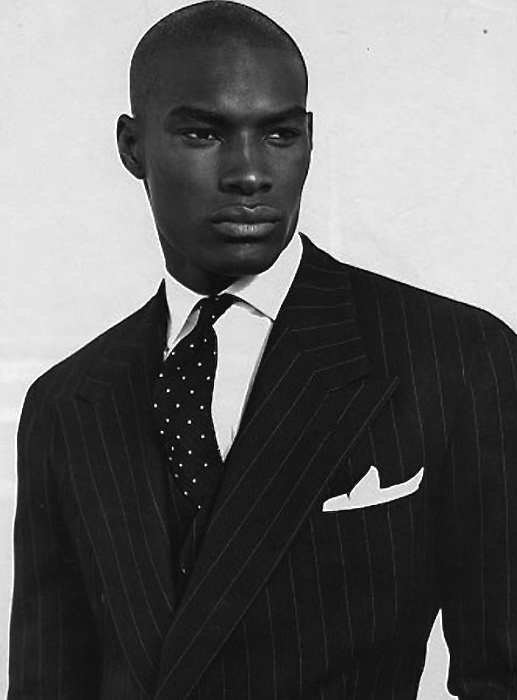
Eines der frühen von Fotos von Beckford für Ralph Lauren

Durch seinen Entdecker Jeff Jones wurde Beckford im Jahre 1993 in Kontakt mit dem Designer Ralph Lauren gebracht, der ihn als Front-Model für seine Polo-Modelinie engagierte. Mit dem Engagement bei Ralph Lauren feierte Beckford, der zudem auch das erste schwarze Model war, das in einer von Ralph Lauren kreierten Kleidung zum Einsatz kam, auch seinen großen internationalen Durchbruch und entwickelte sich rasch zum ersten männlichen Supermodel der Welt. Für die Polo-Sport-Herbstkollektion 1994 stand er erstmals für Bruce Weber vor der Kamera. Im Laufe der Zeit folgten zahlreiche weitere Shootings mit berühmten Fotografen, wobei er unter anderem auch für den 2002 im Alter von 50 Jahren verstorbenen Herb Ritts vor der Kamera stand. Bereits davor stand er in Kontakt mit Bethann Hardison, einer Agentin, bei der zahlreiche Topmodels unter Vertrag standen, und kam durch diese in verschiedene Zeitungen und Magazine, wie dem Fashion-Teil der New York Times, in die US-amerikanische und englische Ausgabe von Gentlemen’s Quarterly oder in den Marks-&-Spencer-Katalog, einem der weltweit renommiertesten Herrenmodekataloge. Bald darauf unterzeichnete er bei Lauren einen mit mehreren hunderttausend Dollar datierten Vertrag, was bis dahin höchste Summe für ein männliches Model war. Im Jahre 1995 wurde Beckford schließlich vom Kabelfernsehsender VH1 zum „Man of the Year“ gewählt. Im gleichen Jahr folgte vom People-Magazin auch die Wahl Beckfords zu einem der 50 schönsten Menschen der Welt. Zudem belegte er bei einer von VH1 inszenierten Wahl der 40 Hottest Hotties of the ’90s den Platz 38.
Zudem nutzte er in dieser Zeit nicht die Möglichkeit an der Mailand Fashion Week teilzunehmen, womit seine international Bekanntheit vermutlich noch gefördert worden wäre. Er wäre in diesem Jahr das einzige farbige männliche Model aus den Vereinigten Staaten gewesen, das an der Mailand Fashion Week teilgenommen hätte. Doch auch zu seiner erfolgreichen Zeit vergaß Beckford nicht seine Wurzeln und äußerte in einem Interview in der Vibe im September 1995, dass es zahlreiche farbige Menschen gäbe, die einen Job suchen, ihn aber aufgrund ihrer Hautfarbe nicht erhalten. Dabei meinte er auch, dass er nicht der einzige Farbige sei, der für seinen Erfolg kämpfe. Dies war auch der Hauptgrund für Beckfords Absage zur Teilnahme an der Mailand Fashion Week. Im Mai 1996 wurde er bei den Michael Awards mit einem Preis als „Outstanding Male Model of the Year“ ausgezeichnet. Zudem ernannte ihn das People-Magazin in der 1997er-Ausgabe des Sexiest Man Alive zum „Sexiest Male Model“. Im gleichen Jahr war er auch einer der Nominierten für die VH1-Auszeichnung „Best Male Model“, wo er sich allerdings nicht gegen die Konkurrenz durchsetzen konnte. Wie zahlreiche andere Models entschloss sich Beckford zum Millennium den Schritt in den Schauspielbereich zu wagen. Seine ersten namhafte Rolle übernahm er dabei im 2000 veröffentlichten Film Boricua’s Bond. Nachdem er bereits in Boricua’s Bond als er selbst in Erscheinung trat, spielte er sich im Folgejahr auch im Ben-Stiller-Film Zoolander ein weiteres Mal selbst. Außerdem saß er bei der Miss-Universe-Wahl im Jahre 2001 in der Jury. Eine Reihe von Engagements folgten schließlich im Jahre 2002, als er in einer wiederkehrenden Rolle in zwei Episoden von What’s Up, Dad? zum Einsatz kam und zudem auch noch Hauptrollen im Film Tödliches Trio – Verführung zum Sex und im Kurzfilm Gully übernahm.
Seinen als Durchbruch anzusehenden Erfolg im Schauspielbereich feierte er schließlich im Jahre 2003, als er in Biker Boyz an der Seite von Schauspielgröße Laurence Fishburne in einer wesentlichen Rolle in Erscheinung trat. Obgleich er bereits davor in zahlreichen Fernseh- und Talkshows zu sehen war, war er von 2002 bis 2003 in insgesamt 13 Folgen von Hollywood Squares zu sehen und wurde zudem im Jahre 2003 in den Cast der ersten Staffel der US-amerikanischen Version von I’m a Celebrity … Get Me Out of Here! geholt, wo er als fünfte Person das Camp verlassen musste. Eine weitere Rolle im Jahre 2003 hatte er auch in einer Episode der Sitcom Half & Half. Nach einer Hauptrolle in der 2004 veröffentlichten Komödie Gas verzeichnete Beckford im Jahre 2005 zahlreiche weitere Auftritte, wobei er unter anderem in einer Folge von Video on Trial eingesetzt wurde. Daneben hatte er in diesem Jahr auch drei wesentliche Rollen in den Filmen Wait, Searching for Bobby D und Into the Blue inne, wobei er in letztgenanntem Film unter anderem an der Seite von Paul Walker, Jessica Alba, Scott Caan, Ashley Scott, Josh Brolin oder James Frain in Erscheinung trat. Neben zahlreichen anderen Showauftritten war er unter anderem auch im Jahre 2006 in einer Folge von Queer Eye sowie 2007 als Gast-Jurymitglied in einer Folge von America’s Next Top Model zu sehen. Obgleich zahlreicher anderer Auftritte setzte Beckford seine Film- und Fernsehkarriere im Jahre 2008 fort, als er in Filmen wie Kings of the Evening oder Hotel California eingesetzt wurde; in Hotel California agierte er zudem als Co-Produzent. Weiterhin war er in diesem Jahr auch in der Dokumentation Barack Obama: The Power of Change als er selbst zu sehen.
Des Weiteren trat er ab dem Jahr 2008 auch als Moderator der Fernsehserie Make Me a Supermodel in Erscheinung und moderierte die Serie 23 Episoden lang. Daneben war er auch als Co-Host an der Seite der ehemaligen Miss Universe Jennifer Hawkins und als Gastjuror in den ersten paar Episoden der australische Version von Make Me a Supermodel im Einsatz. Neben einem Filmauftritt in Dream Street kam Beckford 2010 auch in einer Folge von Germany’s Next Topmodel als Gastjuror zum Einsatz. Dabei nahm er mit den Kandidatinnen auch an einem Fotoshooting teil.

## Trivia
- Am 7. Juni 2005 war Beckford in einen Autounfall verwickelt. Dabei verlor er bei einer Fahrt in Secaucus kurz vor fünf Uhr früh die Kontrolle über seinen neuwertigen Dodge Ram SRT-10 und kollidierte mit einem Strommast.[6] Kurz darauf fing der Wagen Feuer, doch Beckford konnte sich selbst noch aus dem Auto befreien, bevor es ausbrannte.[6] Nach dem Eintreffen der Rettungskräfte wurde er ins Jersey City Medical Center gebracht, wo er schließlich aufgrund eines Traumas und Schnittwunden ärztlich betreut wurde.[6] In einem späteren Interview bei The Oprah Winfrey Show meinte er, dass dieser Unfall einen tiefgründigen Effekt auf seine Spiritualität gehabt hätte.

- Aus einer früheren Beziehung mit der Designerin April Roomet hat Tyson Beckford einen Sohn.[7][8]

- Weitere Beziehungen führte Beckford unter anderem zu Audrey Quock, Imogen Thomas, Tatyana Ali, Lauren Jones, Rozonda „Chilli“ Thomas, Bridget Hall, Nikki Giavasis, Tiffany Limos, Alicia Hall, Foxy Brown, CariDee English und Shanina Shaik.[9]

- Neben seinen Film- und Fernsehauftritten spielte Beckford auch in zahlreichen Musikvideos international bekannter Künstler wie Toni Braxton, Raekwon, 50 Cent, Trisha Covington, Britney Spears, Ludacris, Adina Howard, Cam’ron, SWV, Rhian Benson, Pet Shop Boys, Sun aka Geisha, The Notorious B.I.G., Ryan Leslie, DJ Khaled, Mia X oder Luke mit. Dabei war er unter anderem in Britney Spears Toxic, einem der kommerziell erfolgreichsten Singles der US-amerikanischen Sängerin, im Einsatz. Zudem brachte er es in den 1990ern auf einen Einsatz in Toni Braxtons grammyprämierter Single Un-Break My Heart. Kurz vor den Erfolgen mit Britney Spears trat Beckford auch im Musikvideo zu 50 Cents 21 Questions in Erscheinung, womit der Sänger unter anderem 2003 einen Nummer-eins-Hit in den USA und in zahlreichen anderen Ländern landete.

- In seiner Freizeit sammelt der begeisterte Motorsportler verschiedene Motorräder und nebenbei auch verschiedene Autos. Zudem kommt er seit Jahren sporadisch in verschiedenen Motorsport- und Automagazinen im Fernsehen zum Einsatz und ist bzw. war zudem Host seiner eigenen Autoshow.

- Beckford ist außerdem sozial engagiert, wobei er unter anderem für die Organisation Race to Deliver in Erscheinung tritt und sich auch für den Kampf gegen AIDS einsetzt.

- 2013 posierte Beckford nackt mit dem Transgender-Model Ines Rau für das französische Hochglanzmagazin OOB.

## Filmografie (Auswahl)
Filmauftritte (auch Kurzauftritte)
- 2000: Boricua’s Bond (als er selbst)
- 2001: Zoolander (als er selbst)
- 2002: Tödliches Trio – Verführung zum Sex (Pandora’s Box)
- 2002: Gully (Kurzfilm)
- 2003: Biker Boyz
- 2004: Gas
- 2005: Searching for Bobby D
- 2005: Into the Blue
- 2005: Wait (Kurzfilm)
- 2008: Kings of the Evening
- 2008: Hotel California (auch Co-Produzent)
- 2010: Dream Street
- 2014: Addicted
- 2015: Star der Nächte (Chocolate City)
- 2015: Supermodel

Serienauftritte (auch Gast- und Kurzauftritte)
- 2002: What’s Up, Dad? (My Wife and Kids) (2 Folgen)
- 2003: Half & Half (1 Folge)
- 2005: Video on Trial (1 Folge)
- 2019: Huge in France (1 Folge)

sonstige Auftritte (z. B. als er selbst) (Auswahl)
- 2002–2003: Hollywood Squares (13 Folgen)
- 2003: I’m a Celebrity … Get Me Out of Here! (13 Folgen/Staffel 1)
- 2006: Queer Eye (1 Folge)
- 2007: America’s Next Top Model (1 Folge)
- 2008: Barack Obama: The Power of Change
- 2008–2010: Make Me a Supermodel (USA, 23 Folgen)
- 2008: Make Me a Supermodel (Australien, Folgen)
- 2010: Germany’s Next Topmodel (1 Folge)
- 2011–2013: Britain’s Next Top Model (27 Folgen)

Musikvideos (Auswahl)
- Breathe Again von Toni Braxton
- Un-Break My Heart von Toni Braxton
- Ice Cream von Raekwon
- 21 Questions von 50 Cent
- Slow Down von Trisha Covington
- Toxic von Britney Spears
- Act a Fool von Ludacris
- My Up and Down von Adina Howard
- Horse and Carriage von Cam’ron
- It’s About Time von SWV
- Say How I Feel von Rhian Benson
- Go West von den Pet Shop Boys
- China Winevon von Sun aka Geisha
- One More Chance von The Notorious B.I.G.
- How It Was Supposed to Be von Ryan Leslie
- Go Hard von DJ Khaled
- Whatcha Gonna Do von Mia X
- Raise the Roof von Luke